# Parc nacional de Xarín
El Parc nacional de Xarín (en kazakh: Шары́н ұлттық паркі; en rus: Чарынский национальный парк) és un parc nacional en el sud-est del Kazakhstan, a l'est de la ciutat d'Almati. Va ser anomenat així pel riu Xarín, que ha creat un profund canyó a la roca circumdant del parc nacional. Aquest és sovint comparat amb el Grand Canyon dels Estats Units. El Canyó de Xarín és una mica més petit que aquest, però amb una forma similar.
El parc nacional de Xarín va ser establert el 23 de febrer de 2004, i es troba dins del territori dels districtes Uigur, Raiymbek i Enbekshikazakh de la província d'Almati.